# Hagen
Hagen é uma cidade localizada a cerca de 17 km de Dortmund, no estado alemão Renânia do Norte-Vestfália, na região altamente povoada e industrializada do Vale do Ruhr.
Hagen é uma cidade independente (Kreisfreie Stadt) ou distrito urbano (Stadtkreis), ou seja, possui estatuto de distrito (kreis).
A cidade tem cerca de 200.000 habitantes e destaca-se pela atividade industrial, principalmente pela indústria de papel. Possui clima ameno e inverno não muito rigoroso, se comparado com outras regiões da Alemanha, pelo fato de ser banhada pelos rios Volme e Ruhr, e de possuir um lago artificial, o Hengsteysee, que possui pistas de caminhada entre os bosques, e uma usina hidroelétrica um tanto quanto diferente, que bombeia água do lago para o alto de uma montanha nos horários de pico e gera energia através da queda d'água produzida. É a única usina hidrelétrica deste tipo no mundo.
Os principais pontos turísticos da cidade são o Freilichtmuseum, um museu a céu aberto que mostra técnicas artesanais de produção industrial, dentre outros aspectos da cultura local, e o castelo de Hohenlimburg (Schloss Hohenlimburg), situado no alto de uma colina, além do cassino local, situado próximo ao castelo.